# Den Transiranske Jernbane
Den Transiranske Jernbane var et større jernbaneprojekt begyndt i 1933 og afsluttet i 1939 under ledelse af den danske ingeniør Jørgen Saxild fra firmaet Kampsax. Irans monark Reza Shah, fader til den senere shah Mohammad Reza Pahlavi, havde set, hvordan Kampsax med succes havde konstrueret en 1000 km lang jernbane fra Istanbul og østpå i årene inden og ønskede et basalt netværk i Iran, som forbandt hovedstaden Teheran med Den Persiske Bugt og Det Kaspiske Hav. Kravet var, at jernbanen skulle være færdig, inden der var gået 6 år. Der var næsten ingen veje i området, hvor jernbanen skulle anlægges, hvilket selvfølgelig vanskeliggjorde arbejdet. Ofte fandt man ud af, efter at være begyndt på tunneler, at bjergarten ikke var egnet – og man måtte ændre planerne. Den transiranske jernbane blev bygget udelukkende med lokal kapital og beskæftigede på sit højeste 55.000 mennesker. Den 1394 km lange enkeltsporede jernbane har stigninger på 1:36 og består af 251 store og 4000 mindre broer og 245 tunneler, heraf flere spiraltunneler på i alt 80 km længde.
Fem år og fire måneder efter at kontrakten var blevet underskrevet, stod jernbanen færdig.

## Geologiske udfordringer
Alle mulige geologiske problemer blev mødt, som krævede opgivelsen af visse tunneler og ændring af ruten gennem et andet terræn:
- En tunnel gennem en salthøj måtte opgives, eftersom det forstyrrede vandspejl ellers ville erodere saltet væk.
- En tunnel, som man regnede med gik gennem solid klippe, stødte på gips i pulverform, som fyldte tunnellen ligeså hurtigt, som det kunne graves væk – endnu en opgivet tunnel.
- En tunnel gennem pimpsten kunne ikke sprænges og ikke graves i, eftersom skovlene sad fast.
- En tunnel stødte på et stort hulrum eller grotte inde i bjerget og fik brug for en bro inde i tunnelen.
- Mangel på friske vandforsyninger gjorde blandingen af holdbar mørtel og beton problematisk.
- Store broer som Veresk-broen var man nødt til at bygge for at krydse Alborz-bjergene.

## 2. verdenskrig
Under 2. verdenskrig var jernbanen en vigtig komponent i Den Persiske Korridors forsyningsruter, som forbandt Den Persiske Bugt med Centralasien og Sovjetunionen.

## Billeder
- Topografisk kort over Iran. Fra Teheran går jernbanen videre, først sydøst uden om Alborz-bjergkæden, for endelig at finde en vej nordpå til Shahi og Sari for at ende ved Bandar Shah ved Det Kaspiske Hav.
- Veresk-broen er en af Kampsax' mesterværker: Broen har en højde på 110 meter og buen måler 66 meter i længden.
- Kort som viser den iransk-irakiske grænseregion under 2. verdenskrig.
- Den Transiranske Jernbane under 2. verdenskrig.